# Бутаева, Тамара Михайловна

Мемориальная доска Тамаре Михайловне Бутаевой на доме № 79 на улице Коцоева, Владикавказ

Тама́ра Миха́йловна Бута́ева (1912—1998) — советский архитектор, педагог. Заслуженный архитектор РСФСР (1974).

## Биография
Родилась 25 июня 1912 года в Баку. В 1936 году закончила архитектурно-строительный факультет Азербайджанского политехнического института. В последующем переехала в Орджоникидзе (ныне Владикавказ)
В 1936—1942 гг. — архитектор в 1-й республиканской архитектурно-планировочной мастерской Народного Комиссариата коммунального хозяйства Северо-Осетинской АССР. В последующие годы: архитектор в проектной конторе «Севоспроект» (1943—1945), архитектор в Гипромезе (сектор гражданского строительства) в Москве (1946—1948), архитектор в архитектурно-планировочной мастерской структуры Управления по делам архитектуры Северо-Осетинской АССР (1948—1950), архитектор в проектной конторе «Севоспроект» (1950—1964), главный инженер института в Севосгражданпроекте (1964—1971), главный инженер института в Севосгипрогорсельстрое (1971—1994), руководитель группы архитекторов (1994—1998).
Скончалась в 1998 году во Владикавказе

## Проекты
Во Владикавказе:
- Северо-Осетинский государственный театр оперы и балета, 1958 год
- Стадион «Спартак», 1960—1962 гг
- Гостиница «Кавказ», 1949 год, памятник архитектуры Федерального значения
- Главный корпус Горского государственного аграрного университета
- Проект благоустройства набережной реки Терек
- Генеральный план г. Беслан
- Владикавказский телецентр с телебашней высотой 196 м, 1959 г.

В других городах:
- Русский драматический театр им. Лермонтова, Грозный
- Санаторный комплекс, г. Кисловодск
- Генеральный план правобережного района г. Магнитогорска

Автор типовых проектов:
- Туристическая база сезонного действия на 500 мест;
- Комплекс санатория с курортной гостиницей на 1000 мест;
- Встроено-пристроенный магазин типа «Универсам» с залами 1000 м2;
- Дворец культуры с залом на 600 мест

## Память
- В 2012 году во Владикавказе на доме № 79 по улице Коцоева, в котором жила Тамара Михайловна Бутаева, установлена мемориальная доска (скульптор — Руслан Джанаев)[1][2].

## Галерея

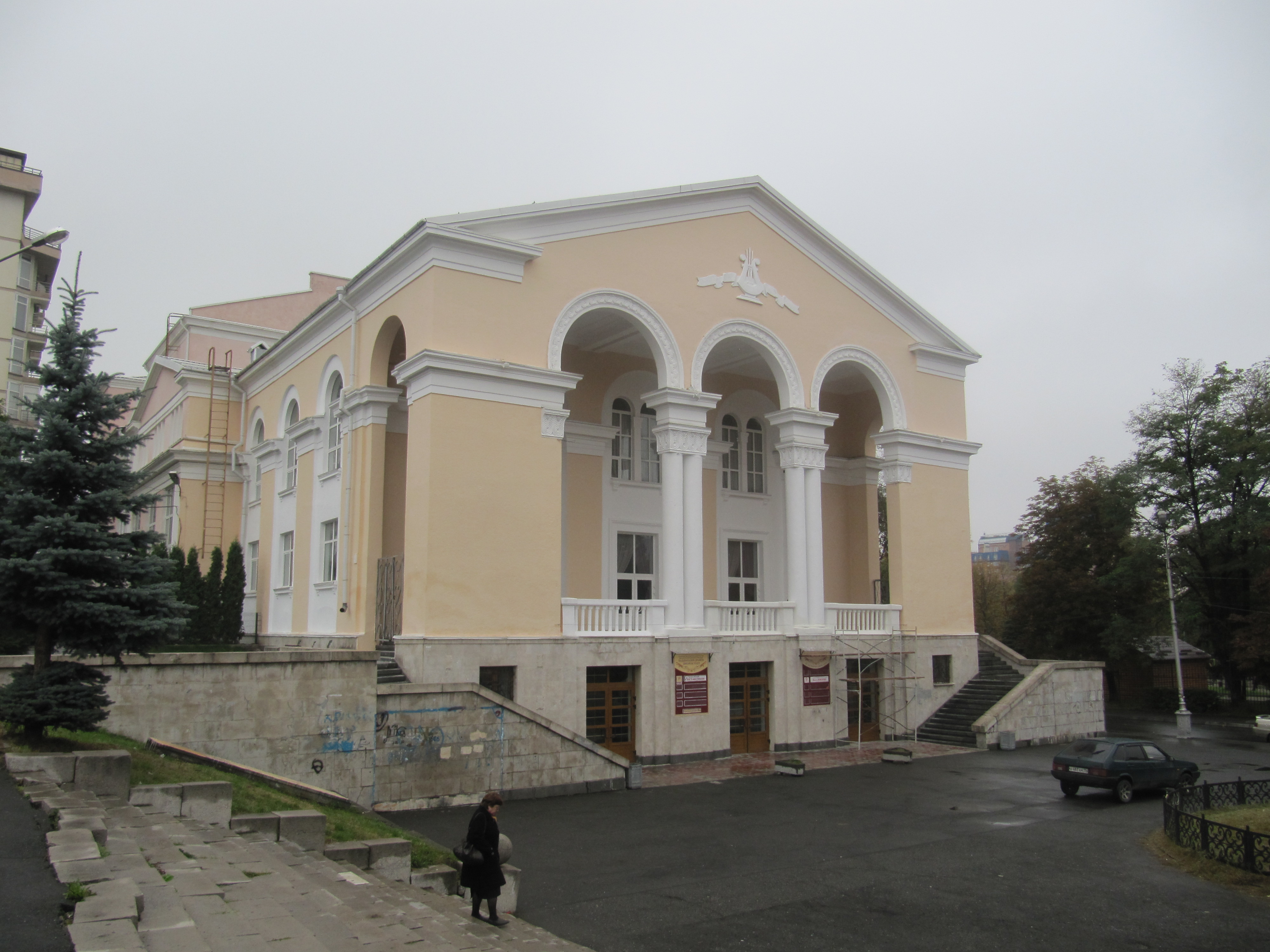
Здание театра оперы и балета. Владикавказ. 1958 г.
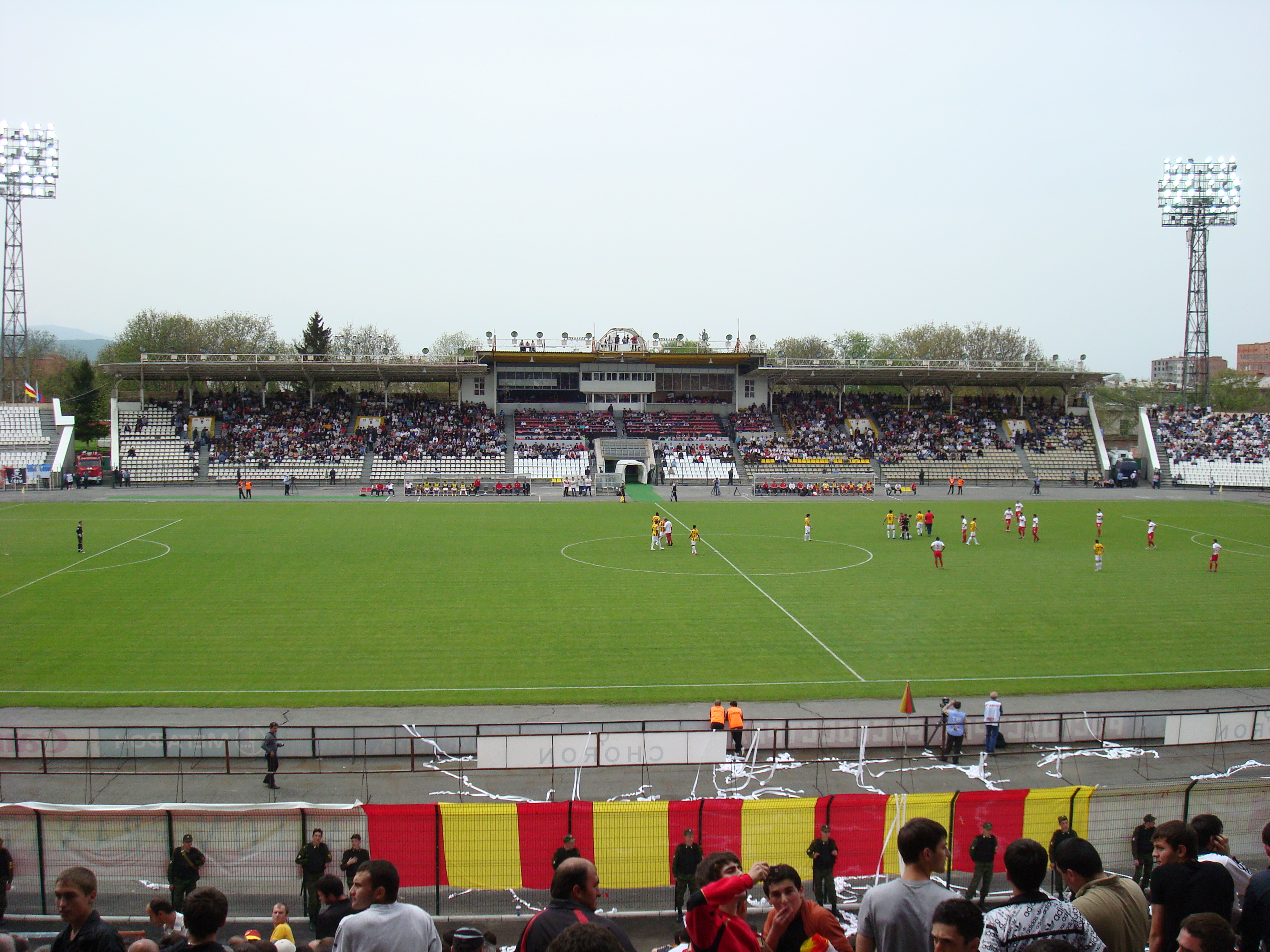
Стадион Спартак, 1960—1962 гг. Владикавказ

## Награды
- Заслуженный архитектор РСФСР (1974)
- Орден Знак Почёта[3]